# South Chicago (Chicago)

Situation de South Chicago dans la ville de Chicago

South Chicago est l'un des 77 secteurs communautaires de la ville de Chicago aux États-Unis. 
Dans ce secteur du South Side se trouve le Dinah Washington Park. Le quartier est dominé par deux églises polonaises : l'église de l'Immaculée-Conception et l'église Saint-Michel-Archange. La première paroisse catholique, Saint-Patrick, a été fondée par des immigrés irlandais. Aujourd'hui ce secteur est caractérisé par sa forte population noire et latino-américaine.
C'est l'un des seize quartiers situés au bord du lac Michigan. Il se trouve à moins de 10 kilomètres du centre-ville, au sud.